# Tokat Belediye Plevne Spor Kulübü 2022-2023 (pallavolo maschile)
Questa voce raccoglie le informazioni riguardanti il Tokat Belediye Plevne Spor Kulübü nelle competizioni ufficiali della stagione 2022-2023.

## Stagione
Il Tokat Belediye Plevne Spor Kulübü disputa la stagione 2022-23 senza alcuna denominazione sponsorizzata.
Partecipa al suo diciottesimo campionato di Efeler Ligi, classificandosi al quattordicesimo posto in regular season, retrocedendo quindi in serie cadetta. In Coppa di Turchia, invece, non supera la fase a girone.

## Organigramma societario
Area direttiva
- Presidente: Eyüp Eroğlu

Area tecnica
- Allenatore: Fatih Gür
- Allenatore in seconda: Ali Tayoğlu
- Assistente allenatore: Ethem Kılcı
- Scoutman: Çağrı Yavuz

## Rosa
| N° | Nome               | Ruolo | Data di nascita  | Nazionalità sportiva |
| -- | ------------------ | ----- | ---------------- | -------------------- |
| 1  | Efe Özbey          | P     | 22 febbraio 1999 | Turchia              |
| 2  | Yusuf Açıkgöz      | L     | 8 maggio 2003    | Turchia              |
| 3  | Ali Heper          | L     | 11 gennaio 1999  | Turchia              |
| 4  | Ahmet Büyükgöz     | S     | 1º giugno 2000   | Turchia              |
| 5  | Atakan Topal       | C     | 1º gennaio 2000  | Turchia              |
| 6  | Hasan Balcıoğlu    | S     | 3 aprile 1986    | Turchia              |
| 7  | Kaan Bülbül        | C     | 14 luglio 2001   | Turchia              |
| 9  | Berkün Üstündağ    | P     | 4 giugno 2001    | Turchia              |
| 10 | Eren Kanlı         | S     | 16 gennaio 1999  | Turchia              |
| 11 | Mustafa Çervatoğlu | P     | 4 febbraio 2000  | Turchia              |
| 13 | Onur Kaya          | O     | 1º marzo 2004    | Turchia              |
| 14 | Berkay Yavuz       | S     | 2 giugno 2001    | Turchia              |
| 15 | Ege Avcıl          | C     | 15 marzo 2001    | Turchia              |
| 16 | Muhammed Aydın     | L     | -                | Turchia              |
| 17 | Rıfat Kantarcıoğlu | S     | 19 febbraio 1997 | Turchia              |

## Statistiche

### Statistiche di squadra
| Competizione     | Punti | In casa | In casa | In casa | In trasferta | In trasferta | In trasferta | Totale | Totale | Totale |
| Competizione     | Punti | G       | V       | P       | G            | V            | P            | G      | V      | P      |
| ---------------- | ----- | ------- | ------- | ------- | ------------ | ------------ | ------------ | ------ | ------ | ------ |
| Efeler Ligi      | 2     | 13      | 0       | 13      | 13           | 1            | 12           | 26     | 1      | 25     |
| Coppa di Turchia | 1     | 0       | 0       | 0       | 0            | 0            | 0            | 3      | 0      | 3      |
| Totale           | -     | 13      | 0       | 13      | 13           | 1            | 12           | 29     | 1      | 28     |

G = partite giocate; V = partite vinte; P = partite perse

### Statistiche dei giocatori
| Giocatore       | Campionato | Campionato | Campionato | Campionato | Campionato | Coppa di Turchia | Coppa di Turchia | Coppa di Turchia | Coppa di Turchia | Coppa di Turchia | Totale | Totale | Totale | Totale | Totale |
| Giocatore       | P          | PT         | AV         | MV         | BV         | P                | PT               | AV               | MV               | BV               | P      | PT     | AV     | MV     | BV     |
| --------------- | ---------- | ---------- | ---------- | ---------- | ---------- | ---------------- | ---------------- | ---------------- | ---------------- | ---------------- | ------ | ------ | ------ | ------ | ------ |
| Y. Açıkgöz      | 18         | 0          | 0          | 0          | 0          | 2                | 0                | 0                | 0                | 0                | 20     | 0      | 0      | 0      | 0      |
| E. Avcıl        | 24         | 58         | 31         | 21         | 6          | 3                | 0                | 0                | 0                | 0                | 27     | 58     | 31     | 21     | 6      |
| M. Aydın        | 8          | 0          | 0          | 0          | 0          | -                | -                | -                | -                | -                | 8      | 0      | 0      | 0      | 0      |
| H. Balcıoğlu    | 23         | 11         | 7          | 0          | 4          | 3                | 1                | 0                | 0                | 1                | 26     | 12     | 7      | 0      | 5      |
| K. Bülbül       | 24         | 49         | 37         | 11         | 1          | 3                | 17               | 12               | 3                | 2                | 27     | 66     | 49     | 14     | 3      |
| A. Büyükgöz     | 17         | 139        | 121        | 12         | 6          | 3                | 23               | 18               | 4                | 1                | 20     | 162    | 139    | 16     | 7      |
| M. Çervatoğlu   | 25         | 60         | 31         | 19         | 10         | 3                | 1                | 0                | 0                | 1                | 28     | 61     | 31     | 19     | 11     |
| A. Heper        | 17         | 0          | 0          | 0          | 0          | 3                | 0                | 0                | 0                | 0                | 20     | 0      | 0      | 0      | 0      |
| E. Kanlı        | 25         | 123        | 106        | 7          | 10         | 3                | 11               | 9                | 1                | 1                | 28     | 134    | 115    | 8      | 11     |
| R. Kantarcıoğlu | 23         | 306        | 289        | 7          | 10         | 3                | 25               | 23               | 2                | 0                | 26     | 331    | 312    | 9      | 10     |
| O. Kaya         | 18         | 25         | 22         | 1          | 2          | 3                | 3                | 3                | 0                | 0                | 21     | 28     | 25     | 1      | 2      |
| E. Özbey        | 17         | 1          | 0          | 0          | 1          | -                | -                | -                | -                | -                | 17     | 1      | 0      | 0      | 1      |
| A. Topal        | 25         | 136        | 88         | 33         | 15         | 3                | 21               | 14               | 6                | 1                | 28     | 157    | 102    | 39     | 16     |
| B. Üstündağ     | 5          | 7          | 3          | 3          | 1          | 3                | 3                | 1                | 0                | 2                | 8      | 10     | 4      | 3      | 3      |
| B. Yavuz        | 23         | 226        | 199        | 18         | 9          | 3                | 57               | 51               | 3                | 3                | 26     | 283    | 250    | 21     | 12     |

P = presenze; PT = punti totali; AV = attacchi vincenti; MV = muri vincenti; BV = battute vincenti